# Cykling vid europeiska spelen 2015
Cykling vid europeiska spelen 2015 i Baku avgjordes mellan 13 juni - 27 juni. Åtta grenar fanns på programmet vilket inkluderade landsvägscykling, mountainbike och BMX.

## Medaljsummering
Landsvägscykling
Herrar
| Gren      | Guld                    | Silver              | Brons                   |
| Linjelopp | Luis León Sánchez (ESP) | Andrij Grivko (UKR) | Petr Vakoc (CZE)        |
| Tempolopp | Vasil Kiryjenka (BLR)   | Stef Clement (NED)  | Luis León Sánchez (ESP) |

Damer
| Gren      | Guld                   | Silver                     | Brons                      |
| Linjelopp | Alena Amialiusik (BLR) | Katarzyna Niewiadoma (POL) | Anna van der Breggen (NED) |
| Tempolopp | Ellen van Dijk (NED)   | Ganna Solovei (UKR)        | Annemiek van Vleuten (NED) |

Mountainbike
| Gren   | Guld                | Silver                   | Brons                   |
| Herrar | Nino Schurter (SUI) | Lukas Flückiger (SUI)    | Fabian Giger (SUI)      |
| Damer  | Jolanda Neff (SUI)  | Kathrin Stirnemann (SUI) | Maja Włoszczowska (POL) |

BMX
| Gren   | Guld                     | Silver                | Brons                 |
| Herrar | Joris Daudet (FRA)       | Twan van Gendt (NED)  | David Graf (SUI)      |
| Damer  | Simone Christensen (DEN) | Magalie Pottier (FRA) | Aneta Hladikova (CZE) |